# Lee Sheng-mu
Lee Sheng-mu (chinesisch 李勝木, Pinyin Lĭ Shèngmù, * 3. Oktober 1986 in Taichung) ist ein Badmintonspieler aus Taiwan.

## Karriere
2006 machte Lee Sheng-mu das erste Mal international auf sich aufmerksam, als er bei den Thailand Open Platz drei im Herrendoppel mit Fang Chieh-min belegte. Bei der Asienmeisterschaft 2010 wurden beide ebenfalls Dritte. Ebenfalls Bronze erkämpften sie sich bei der Weltmeisterschaft 2010. Eine zweite Bronzemedaille konnte sich Lee Sheng-Mu dort im Mixed sichern.

## Erfolge
| Saison | Veranstaltung      | Disziplin    | Platz | Name                          |
| ------ | ------------------ | ------------ | ----- | ----------------------------- |
| 2006   | Thailand Open      | Herrendoppel | 3     | Fang Chieh-Min / Lee Sheng-Mu |
| 2010   | Asienmeisterschaft | Herrendoppel | 3     | Fang Chieh-Min / Lee Sheng-Mu |
| 2010   | Weltmeisterschaft  | Herrendoppel | 3     | Fang Chieh-Min / Lee Sheng-Mu |
| 2010   | Weltmeisterschaft  | Mixed        | 3     | Lee Sheng-Mu / Chien Yu-Chin  |
| 2012   | Australian Open    | Herrendoppel | 2     | Fang Chieh-Min / Lee Sheng-Mu |
| 2012   | Korea Open         | Herrendoppel | 5     | Fang Chieh-Min / Lee Sheng-Mu |